# Calycolpus surinamensis
Calycolpus surinamensis är en myrtenväxtart som beskrevs av Mcvaugh. Calycolpus surinamensis ingår i släktet Calycolpus och familjen myrtenväxter. Inga underarter finns listade i Catalogue of Life.